# Nekrolog November 2005
Nekrolog
◄◄
| ◄
| 2001
| 2002
| 2003
| 2004
| 2005 | 2006 | 2007 | 2008 | 2009 | ► | ►►
Januar |
Februar |
März |
April |
Mai |
Juni |
Juli |
August |
September |
Oktober |
November |
Dezember 2005
Weitere Ereignisse | Allgemeiner Nekrolog 2005
Die Beschreibung der verstorbenen Person sollte so kurz wie möglich gehalten sein und nur deren signifikante Tätigkeit(en) enthalten.
Neue Namen ggf. auch unter dem Geburts- und Sterbedatum, also etwa unter 1. Januar und im Geburts- und Sterbejahr (2024) eintragen (nur bei entsprechender großer Wichtigkeit). Für Beispiele siehe die schon vorhandenen Artikel.
Außerdem über die fünf zuletzt Verstorbenen, zu denen es einen ausreichend guten Artikel für eine Präsentation auf der Hauptseite gibt, nach der todesbedingten Überarbeitung der Artikel ggf. auch unter Wikipedia Diskussion:Hauptseite informieren und sie am besten auch in den anderen Wikipedia-Sprachversionen eintragen. Tipp: Regelmäßig bei news.google.de nach „ist tot“, „gestorben“ oder „verstorben“ suchen.
Wenn eine Person gestorben ist, gibt es viele Seiten zu dieser Person in der Wikipedia, die davon auch betroffen sind und entsprechend aktualisiert werden müssen. Beispiele: Namenübersichtsseite, Geburtsjahr, Geburtsort-Seiten und viele mehr.
Wie finde ich die betroffenen Seiten?
Im Suchfeld auf der linken Seite gibt man den Suchbegriff so ein: „Vorname Nachname“. Dann klickt man auf Volltext und alle Seiten mit entsprechendem Suchtext werden aufgerufen. Hier sieht man dann schnell, wo auch das Todesjahr Sinn macht oder sogar ein Teil des Artikels angepasst werden muss. Auch hilft das „Werkzeug“ auf der linken Seite sehr gut, um solche Seiten aufzufinden: „Links auf diese Seite“. Somit ist die Wikipedia wieder aktuell in allen Bereichen! Hinweis: bei Eintragung der Kategorie „Gestorben JAHR“ wird der Missbrauchsfilter 49 ausgelöst, was jedoch nicht schlimm ist. Siehe: Spezial:Missbrauchsfilter/49
Dies ist eine Liste von im November 2005 verstorbenen bekannten Persönlichkeiten. Die Einträge erfolgen innerhalb der einzelnen Daten alphabetisch sortiert. Tiere sind im Nekrolog für Tiere zu finden.

## November
| Tag          | Name                                        | Beruf, bekannt als                                                                                              | Alter | Beleg |
| ------------ | ------------------------------------------- | --- | ----- | ----- |
| 1. November  | Manuel Castillo                             | spanischer Komponist                                                                                            | 75    |       |
| 1. November  | Skitch Henderson                            | britisch-US-amerikanischer Pianist, Dirigent und Komponist                                                      | 87    |       |
| 1. November  | Jean O. Lanjouw                             | US-amerikanische Ökonomin, Wissenschaftlerin und Professorin                                                    |       |       |
| 1. November  | Endre Márton                                | ungarisch-US-amerikanischer Journalist                                                                          | 95    |       |
| 1. November  | Esther-Maria Mikfeld                        | deutsche Politikerin (CDU), MdL                                                                                 | 71    |       |
| 1. November  | Friedrich Niewöhner                         | deutscher Philosophiehistoriker und Hochschullehrer                                                             | 64    |       |
| 1. November  | Reza Parwaresch                             | iranisch-deutscher Pathologe und Hochschullehrer                                                                | 65    |       |
| 1. November  | Michael Piller                              | US-amerikanischer Drehbuchautor und Fernsehproduzent                                                            | 57    |       |
| 1. November  | Gladys Tantaquidgeon                        | mohikanische Anthropologin, Matriarchin und Medizinfrau                                                         | 106   |       |
| 1. November  | Michael Thwaites                            | australischer Schriftsteller, Dichter und Geheimagent                                                           | 90    |       |
| 2. November  | Gerhard Kofler                              | italienischer Schriftsteller (Südtirol)                                                                         | 56    |       |
| 2. November  | Waldemar Nielsen                            | US-amerikanischer Soziologe                                                                                     | 88    |       |
| 2. November  | Alfred Shaughnessy                          | britischer Schriftsteller und Filmschaffender                                                                   | 89    |       |
| 2. November  | Lajos Szentgáli                             | ungarischer Leichtathlet                                                                                        | 73    |       |
| 2. November  | Ferruccio Valcareggi                        | italienischer Fußballspieler und -trainer                                                                       | 86    |       |
| 2. November  | Johannes Wojciechowski                      | deutscher Komponist, Arrangeur und Editor                                                                       | 92    |       |
| 3. November  | Hrvoje Bartolović                           | kroatischer Schachkomponist                                                                                     | 73    |       |
| 3. November  | Aenne Burda                                 | deutsche Verlegerin                                                                                             | 96    |       |
| 3. November  | Orlester Watson Cavanaugh                   | US-amerikanischer Schlagzeuger und Sänger                                                                       | 66    |       |
| 3. November  | R. C. Gorman                                | US-amerikanischer Maler                                                                                         | 74    |       |
| 3. November  | Rainer Herken                               | deutscher Anatom und Zellbiologe                                                                                | 60    |       |
| 3. November  | Franck Kangundu                             | kongolesischer Journalist                                                                                       |       |       |
| 3. November  | Geoffrey Keen                               | britischer Schauspieler                                                                                         | 89    |       |
| 03. November | Nikolaus Kehl                               | deutscher Theologe                                                                                              | 90    |       |
| 3. November  | Arne Klingborg                              | schwedischer Künstler, Lehrer und Anthroposoph                                                                  | 89    |       |
| 3. November  | Adrian Rațiu                                | rumänischer Komponist und Musikpädagoge                                                                         | 77    |       |
| 3. November  | Paul Roazen                                 | US-amerikanischer Politikwissenschaftler, Historiker der Psychoanalyse                                          | 69    |       |
| 3. November  | Hans Timmermann                             | deutscher Regisseur, Schauspieler und Übersetzer                                                                | 79    |       |
| 4. November  | Fritz Bornemann                             | deutscher Schauspieler und Regisseur                                                                            | 76    |       |
| 4. November  | Michael Coney                               | britischer Science-Fiction-Autor                                                                                | 73    |       |
| 4. November  | Jamie Irwin                                 | australischer Politiker (Liberal Party), Präsident des South Australian Legislative Council                     | 68    |       |
| 4. November  | Mamoudou Maïdah                             | nigrischer Lehrer und Politiker                                                                                 |       |       |
| 4. November  | Sheree North                                | US-amerikanische Schauspielerin                                                                                 | 73    |       |
| 4. November  | Graham Payn                                 | südafrikanisch-britischer Entertainer, Sänger und Schauspieler                                                  | 87    |       |
| 4. November  | Friedrich Konrad Pemmann                    | deutscher Theaterregisseur                                                                                      | 66    |       |
| 4. November  | Georg Schubert                              | deutscher Maler und Grafiker                                                                                    | 94    |       |
| 5. November  | Nadia Anjuman                               | afghanische Lyrikerin und Journalistin                                                                          | 24    |       |
| 5. November  | Dennis Armitage                             | britischer Saxofonist und Maler                                                                                 | 77    |       |
| 5. November  | Peter Brunt                                 | britischer Althistoriker                                                                                        | 88    |       |
| 5. November  | John Fowles                                 | britischer Romanautor                                                                                           | 79    |       |
| 5. November  | Leonora Hornblow                            | US-amerikanische Schriftstellerin                                                                               |       |       |
| 5. November  | Derek Lamb                                  | britisch-kanadischer Trickfilmer und Dokumentarfilmer                                                           | 69    |       |
| 5. November  | Soedigdomarto Moedomo                       | indonesischer Mathematiker                                                                                      | 77    |       |
| 5. November  | Erwin Möller                                | deutscher Sprachwissenschaftler und Heimatforscher                                                              | 81    |       |
| 5. November  | Robert Spencer Olpin                        | US-amerikanischer Kunsthistoriker und Hochschullehrer                                                           | 65    |       |
| 5. November  | Ihor Sasjeda                                | sowjetischer Schwimmer                                                                                          | 73    |       |
| 5. November  | Link Wray                                   | US-amerikanischer Musiker                                                                                       | 76    |       |
| 6. November  | Robert Alexander, Baron Alexander of Weedon | britischer Barrister und Bankier, Life Peer                                                                     | 69    |       |
| 6. November  | Francesco De Masi                           | italienischer Komponist und Dirigent                                                                            | 75    |       |
| 6. November  | Ernst Hofmänner                             | Schweizer Schriftsteller                                                                                        | 89    |       |
| 6. November  | Dick Hutcherson                             | US-amerikanischer Automobilrennfahrer                                                                           | 73    |       |
| 6. November  | Stevan Larner                               | US-amerikanischer Kameramann                                                                                    | 75    |       |
| 6. November  | Theodore Puck                               | US-amerikanischer Genetiker und Biophysiker                                                                     | 89    |       |
| 6. November  | Anton Sawanjuk                              | ussischer Kriegsverbrecher                                                                                      | 84    |       |
| 6. November  | Patric Schmid                               | US-amerikanischer Gründer der „Opera Rara“                                                                      | 61    |       |
| 6. November  | Henk van Woerden                            | niederländisch-südafrikanischer Schriftsteller und Maler                                                        | 57    |       |
| 7. November  | Nobuhiko Hasegawa                           | japanischer Tischtennisspieler                                                                                  | 58    |       |
| 7. November  | Bertha Klingberg                            | deutsche Blumenbinderin und Ehrenbürgerin der Stadt Schwerin                                                    | 107   |       |
| 7. November  | R.H. Moreno-Durán                           | kolumbianischer Schriftsteller, Essayist und Theaterdramaturg                                                   | 60    |       |
| 7. November  | Hans Prähofer                               | deutscher Maler, Bildhauer, Grafiker und Schriftsteller                                                         | 85    |       |
| 7. November  | Gerhard Schüßler                            | deutscher Politiker (FDP), MdB                                                                                  | 68    |       |
| 7. November  | Erich Thiele                                | deutscher Fernschachmeister                                                                                     | 75    |       |
| 7. November  | Harry Thompson                              | britischer Autor und Produzent                                                                                  | 45    |       |
| 7. November  | Alfred Völkel                               | deutscher Schriftsteller und Mundartdichter                                                                     | 77    |       |
| 7. November  | Erich Walther                               | deutscher Volksschauspieler                                                                                     | 75    |       |
| 8. November  | Kōhei Abe                                   | japanischer Manager und Honorarkonsul                                                                           | 81    |       |
| 8. November  | Lawinija Baschbeuk-Melikjan                 | sowjetische bzw. armenische bzw. russische Malerin                                                              | 83    |       |
| 8. November  | Bo Högberg                                  | schwedischer Boxer                                                                                              | 67    |       |
| 8. November  | Carola Höhn                                 | deutsche Schauspielerin                                                                                         | 95    |       |
| 8. November  | Beland Honderich                            | kanadischer Zeitungsverleger                                                                                    | 86    |       |
| 8. November  | Henk van Riemsdijk                          | niederländischer Unternehmer                                                                                    | 94    |       |
| 8. November  | Natalija Tschmutina                         | ukrainische Architektin                                                                                         | 92    |       |
| 8. November  | Alan Wells                                  | britischer Ingenieur, Erfinder der Wells-Turbine                                                                | 81    |       |
| 8. November  | David Westheimer                            | US-amerikanischer Schriftsteller                                                                                | 88    |       |
| 8. November  | Immolata Wetter                             | deutsche Ordensschwester und Generaloberin                                                                      | 91    |       |
| 9. November  | Azahari bin Husin                           | mutmaßlicher indonesischer Terrorist                                                                            |       |       |
| 9. November  | Bashir Nafeh                                | palitinänischer Militär, Chef des palästinensischen Militärgeheimdienstes                                       |       |       |
| 9. November  | Hans Kellner                                | österreichischer Politiker (ÖVP), Landtagsabgeordneter                                                          | 76    |       |
| 9. November  | Stephen McGill                              | britischer Geistlicher, römisch-katholischer Bischof                                                            | 93    |       |
| 9. November  | K. R. Narayanan                             | indischer Politiker und Staatspräsident                                                                         | 85    |       |
| 9. November  | Günther Ohloff                              | deutscher Chemiker                                                                                              | 81    |       |
| 9. November  | Dagmar Schmidt                              | deutsche Politikerin (SPD), MdB                                                                                 | 57    |       |
| 9. November  | Harald Serowski                             | deutscher Szenenbildner des DDR-Fernsehens                                                                      | 76    |       |
| 9. November  | Alfred Söllner                              | deutscher Rechtswissenschaftler und Richter des Bundesverfassungsgerichts                                       | 75    |       |
| 9. November  | Marceau Somerlinck                          | französischer Fußballspieler                                                                                    | 83    |       |
| 9. November  | Wilhelm Walcher                             | deutscher Physiker                                                                                              | 95    |       |
| 10. November | Bennett Berger                              | US-amerikanischer Kultursoziologe                                                                               |       |       |
| 10. November | Fernando Bujones                            | US-amerikanischer Tänzer und Choreograf                                                                         | 50    |       |
| 10. November | Rolf Butenschön                             | deutscher Unternehmer und Erfinder                                                                              |       |       |
| 10. November | Janez Drozg                                 | jugoslawischer bzw. slowenischer Regisseur                                                                      | 72    |       |
| 10. November | Richard Edlinger                            | österreichischer Dirigent und Komponist                                                                         | 47    |       |
| 10. November | Severin Johansen                            | grönländischer Landesrat                                                                                        | 64    |       |
| 10. November | Paul Konrad Kurz                            | deutscher Schriftsteller                                                                                        | 78    |       |
| 10. November | Hans Pickers                                | deutscher Politiker (CDU)                                                                                       | 81    |       |
| 10. November | Roland Schütt                               | schwedischer Schriftsteller                                                                                     | 92    |       |
| 11. November | Moustapha Akkad                             | syrischer Regisseur und Filmproduzent                                                                           | 75    |       |
| 11. November | Keith Andes                                 | US-amerikanischer Schauspieler                                                                                  | 85    |       |
| 11. November | Patrick Anson, 5. Earl of Lichfield         | britischer Photograph                                                                                           | 66    |       |
| 11. November | Hans-Jürgen Beich                           | deutscher Politiker (CDU), Landrat des Landkreises Demmin                                                       |       |       |
| 11. November | Hinrich Bischoff                            | deutscher Unternehmer                                                                                           | 69    |       |
| 11. November | E. Thomas Casey                             | US-amerikanischer Architekt                                                                                     |       |       |
| 11. November | Peter Drucker                               | US-amerikanischer Ökonom österreichischer Herkunft                                                              | 95    |       |
| 11. November | Pamela Duncan                               | US-amerikanische Schauspielerin                                                                                 | 73    |       |
| 11. November | Klaus Frühauf                               | deutscher Science-Fiction-Autor                                                                                 | 72    |       |
| 11. November | Brosl Hasslacher                            | US-amerikanischer Physiker                                                                                      | 64    |       |
| 11. November | M. C. Modi                                  | indischer Augenarzt                                                                                             |       |       |
| 11. November | David Pingree                               | US-amerikanischer Orientalist und Mathematikhistoriker                                                          | 72    |       |
| 11. November | Josef Selmayr                               | deutscher Brigadegeneral                                                                                        | 100   |       |
| 11. November | Harley J. Stucky                            | US-amerikanischer Historiker                                                                                    | 85    |       |
| 11. November | Tan Chin Tuan                               | chinesisch-singapurischer Manager                                                                               | 96    |       |
| 11. November | Theodor Wilhelm                             | deutscher Pädagoge und Professor                                                                                | 99    |       |
| 12. November | Madhu Dandavate                             | indischer Politiker                                                                                             | 81    |       |
| 12. November | Kazimierz Lipień                            | polnischer Ringer                                                                                               | 56    |       |
| 12. November | Samanbek Nurqadilow                         | kasachischer Politiker                                                                                          | 61    |       |
| 12. November | Rik van Nutter                              | US-amerikanischer Schauspieler                                                                                  | 76    |       |
| 12. November | Jori Smith                                  | kanadische Malerin und Zeichnerin                                                                               | 98    |       |
| 12. November | Moise Vass                                  | rumänischer Fußballspieler                                                                                      | 85    |       |
| 12. November | Hans Wachter                                | deutscher Bildhauer                                                                                             | 74    |       |
| 13. November | William B. Bryant                           | US-amerikanischer Anwalt und Richter                                                                            | 94    |       |
| 13. November | Vine Deloria junior                         | indianischer Autor und Aktivist                                                                                 | 72    |       |
| 13. November | Harry Gold                                  | britischer Jazzmusiker (Saxophone, Klarinette, Arrangement, Komposition)                                        | 98    |       |
| 13. November | Eddie Guerrero                              | mexikanischer Wrestler                                                                                          | 38    |       |
| 13. November | Gerda Viecenz                               | deutsche Mäzin                                                                                                  | 61    |       |
| 14. November | Geraldo do Espírito Santo Ávila             | brasilianischer Geistlicher und Militärbischof von Brasilien                                                    | 76    |       |
| 14. November | Diana Kempff                                | deutsche Schriftstellerin und Verlegerin                                                                        | 60    |       |
| 14. November | Heinz Kreutzmann                            | deutscher Politiker (GDP, SPD), MdB                                                                             | 86    |       |
| 14. November | Antero Markelin                             | finnischer Architekt und Hochschullehrer                                                                        | 74    |       |
| 14. November | Erich Schanko                               | deutscher Fußballspieler                                                                                        | 86    |       |
| 14. November | Werner Schmidli                             | Schweizer Schriftsteller                                                                                        | 66    |       |
| 14. November | Jenő Takács                                 | österreichischer Komponist und Pianist                                                                          | 103   |       |
| 14. November | Hanns Vogel                                 | bayerischer Schriftsteller, Dramaturg und Theaterleiter und Gründer der Autorenvereinigung Münchner Turmschr... |       |       |
| 14. November | Wolfgang Zerna                              | deutscher Bauingenieur                                                                                          | 89    |       |
| 15. November | Kurt Falk                                   | österreichischer Zeitungsverleger                                                                               | 71    |       |
| 15. November | Hanne Haller                                | deutsche Schlagersängerin, Komponistin, Texterin, Produzentin und Tonmeisterin                                  | 55    |       |
| 15. November | Hermann Heinemann                           | deutscher Politiker (SPD)                                                                                       | 77    |       |
| 15. November | Agenore Incrocci                            | italienischer Drehbuchautor                                                                                     | 91    |       |
| 15. November | Hans-Georg Noack                            | deutscher Kinder- und Jugendbuchautor                                                                           | 79    |       |
| 15. November | Joachim Palm                                | deutscher Politiker (CDU), MdA                                                                                  | 70    |       |
| 15. November | Adrian Rogers                               | US-amerikanischer Sektenführer                                                                                  | 74    |       |
| 15. November | Agapito Sánchez                             | dominikanischer Boxer                                                                                           | 35    |       |
| 15. November | Preston Robert Tisch                        | US-amerikanischer Unternehmer und Miteigentümer der N.Y. Giants                                                 | 79    |       |
| 15. November | Erich Wilhelm                               | österreichischer evangelisch-lutherischer Theologe                                                              | 93    |       |
| 16. November | Roy Brooks                                  | US-amerikanischer Jazzschlagzeuger                                                                              | 67    |       |
| 16. November | Ralph Edwards                               | US-amerikanischer Radio- und Fernsehmoderator                                                                   | 92    |       |
| 16. November | Richard Moore                               | US-amerikanischer Segler                                                                                        | 95    |       |
| 16. November | Douglas Tate                                | britischer Mundharmonikaspieler, Mundharmonika-Macher, Autor, Präsident der Society for the Preservation and... | 71    |       |
| 16. November | Henry Taube                                 | US-amerikanischer Chemiker und Nobelpreisträger                                                                 | 89    |       |
| 16. November | Paul Langdon Ward                           | US-amerikanischer Historiker                                                                                    | 94    |       |
| 16. November | Donald Watson                               | britischer Gründer der Vegan Society                                                                            | 95    |       |
| 17. November | Gerhard Beier                               | deutscher Politiker (SPD), MdA Berlin                                                                           | 85    |       |
| 17. November | Arthur Blank                                | Schweizer Automobilrennfahrer                                                                                   | 72    |       |
| 17. November | Werner Guth                                 | deutscher Offizier, Generalmajor der Bundeswehr                                                                 | 88    |       |
| 17. November | Burkhard Horstmann                          | deutscher Obdachloser und Berliner Stadtoriginal                                                                | 50    |       |
| 17. November | Igor Wassiljewitsch Iwanow                  | russischer Schachspieler                                                                                        | 58    |       |
| 17. November | Paul Arnold Nelles                          | deutscher Jurist und Politiker (SPD)                                                                            |       |       |
| 17. November | Marek Perepeczko                            | polnischer Schauspieler                                                                                         | 63    |       |
| 17. November | Gennaro Verolino                            | italienischer Kurienerzbischof, Gerechter unter den Völkern                                                     | 99    |       |
| 18. November | Birthe Backhausen                           | dänische Schauspielerin und Regisseurin                                                                         | 78    |       |
| 18. November | Cora Baltussen                              | niederländische Sozialarbeiterin                                                                                | 93    |       |
| 18. November | Angel Čemerski                              | jugoslawisch-mazedonischer Politiker (BdKJ)                                                                     | 82    |       |
| 18. November | Matthias A. Chimole                         | malawischer Bischof                                                                                             |       |       |
| 18. November | Gérard Crombac                              | Schweizer Motorsportjournalist                                                                                  | 76    |       |
| 18. November | Laura Hidalgo                               | argentinische Filmschauspielerin                                                                                | 78    |       |
| 18. November | Otto Knopf                                  | deutscher Schriftsteller und Mundartdichter                                                                     | 79    |       |
| 18. November | Heinz Küpper                                | deutscher Schriftsteller                                                                                        | 75    |       |
| 18. November | Doru Popescu                                | rumänischer Schauspieler                                                                                        | 66    |       |
| 18. November | Harold J. Stone                             | US-amerikanischer Schauspieler                                                                                  | 92    |       |
| 18. November | Klaus Volkenborn                            | deutscher Filmregisseur und Filmproduzent                                                                       | 60    |       |
| 19. November | Artine Artinian                             | US-amerikanischer Romanist                                                                                      | 97    |       |
| 19. November | Alfons Auer                                 | deutscher Moraltheologe                                                                                         | 90    |       |
| 19. November | Erik Balling                                | dänischer Drehbuchautor und Regisseur                                                                           | 80    |       |
| 19. November | Bruno Bonhuil                               | französischer Motorradrennfahrer                                                                                | 45    |       |
| 19. November | Bernard Bududira                            | burundischer Priester, römisch-katholischer Bischof von Bururi                                                  | 71    |       |
| 19. November | Peter Draenert                              | deutscher Möbeldesigner                                                                                         | 68    |       |
| 19. November | Bob Enevoldsen                              | US-amerikanischer Jazzposaunist                                                                                 | 85    |       |
| 19. November | Todi Lubonja                                | albanischer kommunistischer Politiker                                                                           | 82    |       |
| 19. November | Willy Schultes                              | bayerischer Volksschauspieler                                                                                   | 85    |       |
| 19. November | Karen Awetowitsch Ter-Martirosjan           | russischer Physiker                                                                                             | 83    |       |
| 19. November | Edy de Wilde                                | niederländischer Museumsleiter und Kurator, Ausstellungsmacher und Kunstsammler                                 | 86    |       |
| 20. November | Manouchehr Atashi                           | iranischer Dichter, Übersetzer und Literaturkritiker                                                            | 74    |       |
| 20. November | Miroslav Červenka                           | tschechischer Dichter, Übersetzer und Literaturwissenschaftler                                                  | 73    |       |
| 20. November | Luis Gabriel Cuara Méndez                   | mexikanischer Geistlicher, Bischof von Veracruz                                                                 | 66    |       |
| 20. November | Lasar Wiktorowitsch Karelin                 | sowjetisch-russischer Schriftsteller und Dramaturg                                                              | 85    |       |
| 20. November | James King                                  | US-amerikanischer Opernsänger                                                                                   | 80    |       |
| 20. November | Erich Mühe                                  | deutscher Chirurg                                                                                               | 67    |       |
| 20. November | Hans-Peter Reinecke                         | deutscher Schauspieler                                                                                          | 64    |       |
| 20. November | Wilhelm Schaupp                             | deutscher Architekt, Bauingenieur und Hochschullehrer                                                           | 83    |       |
| 20. November | Chris Whitley                               | US-amerikanischer Musiker                                                                                       | 45    |       |
| 21. November | Siegfried Aldermann                         | deutscher Fußballspieler                                                                                        | 75    |       |
| 21. November | Alfred Anderson                             | britischer Veteran des Ersten Weltkriegs                                                                        | 109   |       |
| 21. November | Albert H. Bosch                             | US-amerikanischer Jurist und Politiker                                                                          | 97    |       |
| 21. November | Albert Großhans                             | deutscher Kaufmann und Politiker (SPD)                                                                          | 98    |       |
| 21. November | Leopoldo de Luis                            | spanischer Dichter                                                                                              | 87    |       |
| 21. November | Alois Mutz                                  | deutscher katholischer Geistlicher                                                                              | 95    |       |
| 21. November | Gerhard Rühlmann                            | deutscher Ägyptologe                                                                                            | 75    |       |
| 22. November | René Ed Brauchli                            | Schweizer Bildender Künstler                                                                                    | 70    |       |
| 22. November | Ulrich Ebert                                | deutscher Fußballspieler                                                                                        | 57    |       |
| 22. November | Frank Gatski                                | US-amerikanischer Footballspieler                                                                               | 83    |       |
| 22. November | Ghorban Tourani                             | iranischer Konvertit                                                                                            |       |       |
| 22. November | Franz Gockel                                | deutscher Soldat, Überlebender des D-Day                                                                        | 79    |       |
| 22. November | Ken Mackintosh                              | britischer Jazz- und Unterhaltungsmusiker, Bigband-Leader                                                       | 86    |       |
| 22. November | Heinz Werner Schimanko                      | österreichischer Unternehmer, Gastronom, Hotelier und Wiener Nachtclubkönig                                     | 61    |       |
| 22. November | Erhart Winkler                              | österreichischer Wirtschaftswissenschaftler und Geograph                                                        | 84    |       |
| 23. November | Mike Austin                                 | US-amerikanischer Golfspieler und -lehrer                                                                       | 95    |       |
| 23. November | Torsten Carlius                             | schwedischer Sportfunktionär                                                                                    |       |       |
| 23. November | Isabel de Castro                            | portugiesische Schauspielerin                                                                                   | 74    |       |
| 23. November | Constance Cummings                          | US-amerikanisch-britische Film- und Theaterschauspielerin                                                       | 95    |       |
| 23. November | Biuku Gasa                                  | salomonischer Küstenwächter im Zweiten Weltkrieg                                                                | 82    |       |
| 23. November | Herbert Härtel                              | deutscher Indologe und Kunsthistoriker                                                                          | 84    |       |
| 23. November | Eduard Hegel                                | römisch-katholischer Theologe                                                                                   | 94    |       |
| 23. November | Josef Horák                                 | tschechischer Bassklarinettist                                                                                  | 74    |       |
| 23. November | Mahmoud Latifi                              | iranischer Herpetologe                                                                                          | 75    |       |
| 23. November | Nóra Tábori                                 | ungarische Schauspielerin                                                                                       | 77    |       |
| 23. November | Beverly Tyler                               | US-amerikanische Sängerin und Schauspielerin                                                                    | 78    |       |
| 24. November | Günter Deckert                              | deutscher Nordischer Kombinierer                                                                                | 55    |       |
| 24. November | Werner Engst                                | deutscher Politiker (SED), MdV                                                                                  | 75    |       |
| 24. November | Dieter Hoffmann                             | deutscher Politiker                                                                                             | 71    |       |
| 24. November | Pat Morita                                  | US-amerikanischer Schauspieler                                                                                  | 73    |       |
| 24. November | Barbara Szlachetka                          | polnische Ultramarathonläuferin                                                                                 | 49    |       |
| 24. November | Harry Thürk                                 | deutscher Schriftsteller                                                                                        | 78    |       |
| 24. November | John Vlissides                              | US-amerikanischer Informatiker                                                                                  | 44    |       |
| 25. November | Alfredo Angeli                              | italienischer Dokumentarfilmer                                                                                  | 78    |       |
| 25. November | George Best                                 | nordirischer Fußballspieler                                                                                     | 59    |       |
| 25. November | Hans Karl Burgeff                           | deutscher Bildhauer, Medailleur und Kunstprofessor                                                              | 77    |       |
| 25. November | Richard Burns                               | britischer Rallye-Weltmeister                                                                                   | 34    |       |
| 25. November | Norbert von Kunitzki                        | luxemburgischer Wirtschaftsmanager und Universitätspräsident                                                    |       |       |
| 25. November | James McLoughlin                            | irischer römisch-katholischer Bischof                                                                           | 76    |       |
| 25. November | Pierre Seel                                 | französischer KZ-Überlebender                                                                                   | 82    |       |
| 25. November | Heinz Starkulla                             | deutscher Zeitungswissenschaftler                                                                               | 83    |       |
| 25. November | Jerry Lynn Williams                         | US-amerikanischer Sänger und Komponist                                                                          |       |       |
| 26. November | Alberta Slim                                | britischer Country-Sänger                                                                                       | 95    |       |
| 26. November | Clive Bradley                               | trinidadischer Komponist, Arrangeur und Musiker                                                                 | 69    |       |
| 26. November | Colin Brinded                               | englischer Snookerschiedsrichter                                                                                | 59    |       |
| 26. November | Zoltán Csernai                              | ungarischer Science-Fiction-Autor                                                                               | 80    |       |
| 26. November | Otto Geiss                                  | deutscher Maler                                                                                                 | 66    |       |
| 26. November | Hansgerd Göckenjan                          | deutscher Osteuropahistoriker und Zentralasienwissenschaftler                                                   | 67    |       |
| 26. November | Dieter Krieg                                | deutscher Maler                                                                                                 | 68    |       |
| 26. November | Claire Lovett                               | kanadische Badminton- und Tennisspielerin                                                                       |       |       |
| 26. November | Siegfried Oppolzer                          | deutscher Universitätspräsident                                                                                 | 76    |       |
| 26. November | Jay Owens                                   | US-amerikanischer Bluesmusiker                                                                                  | 58    |       |
| 26. November | Ingálvur av Reyni                           | färöischer Maler und Grafiker                                                                                   | 84    |       |
| 26. November | Karl Wolf                                   | deutscher Fußballspieler                                                                                        | 81    |       |
| 26. November | Bruno H. Zimm                               | US-amerikanischer Chemiker                                                                                      | 85    |       |
| 27. November | Jocelyn Brando                              | US-amerikanische Schauspielerin                                                                                 | 86    |       |
| 27. November | William S. Hatcher                          | US-amerikanischer Mathematiker, Philosoph und Bahai-Theologe                                                    | 70    |       |
| 27. November | Joe Jones                                   | US-amerikanischer Sänger                                                                                        | 79    |       |
| 27. November | Frederick R. McManus                        | US-amerikanischer katholischer Geistlicher und Theologe                                                         | 82    |       |
| 27. November | Franz Schönhuber                            | deutscher Journalist und Politiker (NSDAP, REP), MdEP                                                           | 82    |       |
| 27. November | Lys Symonette                               | deutsch-US-amerikanische Musikerin, Sängerin und Komponistin                                                    | 90    |       |
| 28. November | Hermann Arnold                              | deutscher Mediziner (Sozialhygieniker)                                                                          | 93    |       |
| 28. November | Fritz Bäuml                                 | deutscher Fußballspieler und -funktionär                                                                        | 60    |       |
| 28. November | George Herman Bick                          | US-amerikanischer Entomologe und insbesondere Odonatologe                                                       | 91    |       |
| 28. November | Marc Lawrence                               | US-amerikanischer Schauspieler                                                                                  | 95    |       |
| 28. November | Tony Meehan                                 | britischer Schlagzeuger und Produzent                                                                           | 62    |       |
| 28. November | D. R. Shackleton Bailey                     | britischer Latinist                                                                                             | 87    |       |
| 28. November | E. Cardon Walker                            | US-amerikanischer Manager                                                                                       | 89    |       |
| 28. November | Władysław Wandor                            | polnischer Radrennfahrer                                                                                        | 91    |       |
| 29. November | Alieu Erima Woola Fatty Badjie              | gambischer Lehrer, Diplomat und Politiker                                                                       | 80    |       |
| 29. November | Joseph Fürst                                | österreichischer Schauspieler                                                                                   | 89    |       |
| 29. November | István Liszkay                              | ungarischer Radrennfahrer                                                                                       | 92    |       |
| 29. November | Else Meister                                | deutsche Schriftstellerin                                                                                       | 92    |       |
| 29. November | Wendie Jo Sperber                           | US-amerikanische Schauspielerin                                                                                 | 47    |       |
| 29. November | David di Tommaso                            | französischer Fußballspieler                                                                                    | 26    |       |
| 29. November | Deon van der Walt                           | südafrikanischer lyrischer Tenor                                                                                | 47    |       |
| 30. November | Consalvo Dell’Arti                          | italienischer Schauspieler                                                                                      | 91    |       |
| 30. November | John S. Detlie                              | US-amerikanischer Artdirector, Szenenbildner und Architekt                                                      | 96    |       |
| 30. November | Lenford Harvey                              | jamaikanischer Sozialarbeiter                                                                                   |       |       |
| 30. November | Denis Lindsey                               | südafrikanischer Cricketspieler                                                                                 | 66    |       |
| 30. November | Carlo E. Lischetti                          | Schweizer Maler, Bildhauer und Aktionskünstler                                                                  | 59    |       |
| 30. November | Jean Parker                                 | US-amerikanische Schauspielerin                                                                                 | 90    |       |
| 30. November | B. J. Young                                 | US-amerikanischer Eishockeyspieler                                                                              | 28    |       |
| November     | Ann Höling                                  | deutsche Schauspielerin                                                                                         | 80    |       |
| November     | Aminata Maïga Ka                            | senegalesische Schriftstellerin                                                                                 | 65    |       |
| November     | Evaristo Murillo                            | costa-ricanischer Fußballtorhüter                                                                               | 83    |       |